# Matsu (mitología)

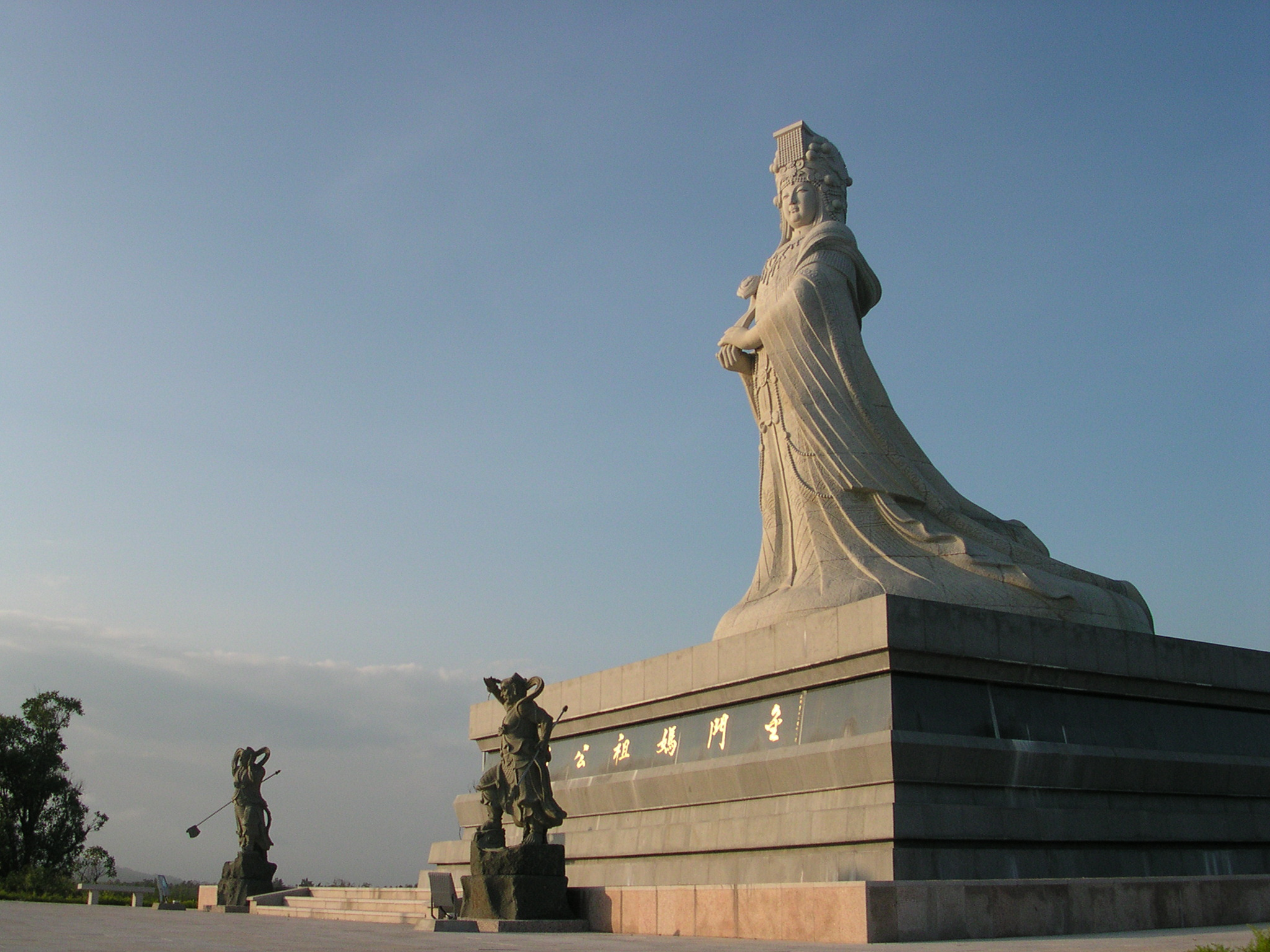
Estatua de la diosa Matsu en Matsu Park, Quemoy.

Matsu o Mazu (en chino, 媽祖), también conocida entre otros nombres como Tian Fei o Tianfei y Tian Hou, es una diosa del mar en la mitología china, la religión tradicional china, el budismo chino, el confucianismo y el taoísmo. Matsu es la forma deificada de Lin Moniang (en chino, 林默娘; pinyin, Lín Mòniáng; pe̍h-ōe-jī, Lîm Be̍k-niû / Lîm Bia̍k-niû / Lîm Be̍k-niô͘), una chamán de Fujian de quien se dice vivió a finales del siglo X.  
Empezó siendo humana, fue luego semidiosa y finalmente diosa. Como humana, Lin Moniang nació en Meizhou (湄州), condado de Putian (莆田县), provincia de Fujian, en el año 960, en una familia de pescadores. Su familia tenía el apellido Lin (林). Recibió el nombre de Lin Moniang (chino: 林默娘), que significa «muchacha silenciosa», porque no lloró cuando nacía. Fue una excelente nadadora que, según una de las versiones de su leyenda, salvó a su padre de un tifón, o, según otras, nada eternamente buscándolo. Murió el 4 de octubre de 987. Tras su muerte, empezó a ser venerada como una deidad tutelar de los marineros y pescadores chinos, y la iconografía la recuerda como una joven de vestido rojo que vaga siempre por los mares acompañada de dos demonios, uno rojo con dos cuernos, «Ojo-a-mil-millas», y otro verde con uno, «Oído-al-viento», a los que derrotó y la sirven. El vestido rojo lo lleva para servir de guía a los marinos desde la costa.  
El culto a Matsu se inició en la dinastía Song y su culto se expandió a lo largo de las zonas costeras de China en especial en Zhejiang, Fujian, Guangdong y Hainán, y Taiwán (donde algunos templos matsuistas están afiliados con famosos templos taiwaneses), así como en las comunidades de la diáspora china a lo largo del este y Sudeste Asiático. Se creía tradicionalmente que Matsu recorría los mares, protegiendo a sus creyentes a través de intervenciones milagrosas. Actualmente sus creyentes le consideran en general una Reina del Cielo poderosa y benévola, y es venerada en las regiones costeras del sudeste de China En total hay alrededor de 1.500 templos Mazu repartidos por 26 países del mundo. 
El culto a Matsu es popular en Taiwán, debido a que muchos de los habitantes tempranos de la isla eran del pueblo Hoklo de Fujian. El festival en su honor es un gran evento en Taiwán, ocurriendo sus celebraciones más grandes en sus templos en Dajia y Beigang y sus alrededores.